# 주콜롬비아 대한민국 대사관
주콜롬비아 대한민국 대사관(스페인어: Embajada de la República de Corea en Colombia)은 1971년 콜롬비아 보고타에 개설된 대한민국 외교부 소속의 대사관이다.

## 역사
콜롬비아는 6.25 전쟁에서 중남미 국가로는 유일하게 유엔사령부 휘하 부대인 콜롬비아 대대를 파견하여 대한민국을 지원했다. 대한민국은 1962년 3월 10일에 콜롬비아와 수교한 이후에 한동안 미국(1962년 ~ 1964년), 브라질(1964년 ~ 1969년), 칠레(1969년 ~ 1971년) 주재 대한민국 대사관에서 콜롬비아와 관련된 외교 임무를 겸임해 왔다.
대한민국은 1971년 6월 10일에 콜롬비아 보고타에 주콜롬비아 대한민국 대사관을 설립했다. 콜롬비아는 1978년 7월 27일에 대한민국 서울에 주한 콜롬비아 대사관을 설립했다.

## 역대 공관장
| 대수        | 성명   | 임명             |
| ----------- | ------ | ---------------- |
| 제1대 대사  | 안진생 | 1973년 8월 21일  |
| 제2대 대사  | 옥만호 | 1975년 4월 3일   |
| 제3대 대사  | 지연태 | 1979년 5월 21일  |
| 제4대 대사  | 이용훈 | 1982년 10월 26일 |
| 제5대 대사  | 박건우 | 1985년 12월 11일 |
| 제6대 대사  | 안영철 | 1988년 5월 3일   |
| 제7대 대사  | 장명하 | 1991년 9월 6일   |
| 제8대 대사  | 조갑동 | 1994년 4월 14일  |
| 제9대 대사  | 이정수 | 1996년 10월 13일 |
| 제10대 대사 | 김승영 | 1998년 10월 19일 |
| 제11대 대사 | 원종찬 | 2000년 8월 24일  |
| 제12대 대사 | 박상균 | 2003년 8월 13일  |
| 제13대 대사 | 송기도 | 2006년 4월 24일  |
| 제14대 대사 | 홍성화 | 2008년 6월 24일  |
| 제15대 대사 | 추종연 | 2011년 5월 24일  |
| 제16대 대사 | 장명수 | 2015년 2월 4일   |
| 제17대 대사 | 김두식 | 2017년 5월 8일   |
| 제18대 대사 | 추종연 | 2020년 6월 18일  |
| 제19대 대사 | 이왕근 | 2022년 12월 26일 |

## 같이 보기
- 대한민국-콜롬비아 관계
- 주한 콜롬비아 대사관
- 대한민국의 재외공관 목록
- 콜롬비아 주재 외국공관 목록